# Федорівка (Димерська селищна громада)
Фе́дорівка — село в Україні, у Вишгородському районі Київської області. Населення становить 401 особа.

## Географія
На північно-західній околиці села тече річка Лосянка.

## Історія
Федорівка заснована 1926 року. Довоєнна Федорівка являла собою невеликий хутір, через який проходили дороги до давніших сіл — таких як Любимівка, Сичівка, Рови. Справжній розвиток села відбувся у післявоєнні роки. Після аварії на Чорнобильській АС в селі побудували новий район, до якого було переселено частину мешканців селища, що нині знаходиться в зоні відчуження.
З кінця лютого до 1 квітня 2022 року село було окуповане російськими військами.

## Сьогодення
На території Федорівки розташована установа лісництва, медична амбулаторія, декілька пилорам. Зайнятість населення низька. Більшість молоді покидає село за відсутності умов для проживання. Пряме транспортне сполучення з районним центром м. Вишгородом та обласним м. Києвом відсутнє. Дорожне покриття застаріле, але знаходиться в задовільному стані. Географічно село Федорівка знаходиться в мальовничому куточку Полісся і повністю огорнене лісами мішаного типу. Температура зазвичай менша від температури в м. Києві на 2-3 градуси за Цельсієм.
| Україна | Це незавершена стаття з географії України. Ви можете допомогти проєкту, виправивши або дописавши її. |